# 스테픈울프 (DC 코믹스)
스테픈울프(영어: Steppenwolf)는 DC 코믹스의 슈퍼빌런 캐릭터로, 뉴 가즈의 한 명이자 다크사이드의 심복이다. '스테픈울프'는 초원의 늑대를 가리킨다. 1972년 2월 《뉴 가즈》 7호에 처음 등장했고, 잭 커비가 창작하였다. 영화 《저스티스 리그》(2017)에서는 시어런 하인즈가 연기한다.

## 담당 배우
- 저스티스 리그(2017) - 시어런 하인즈

## 담당 성우

### TV 애니메이션
- 슈퍼맨(1996) - 셔먼 하워드
  - 저스티스 리그(2001) - 코리 버턴
- 배트맨 더 브레이브(2008) - 케빈 마이클 리처드슨
- 저스티스 리그 액션(2017) - 피터 제섭